# Новый Турай
Новый Турай —хутор в Тюльганском районе Оренбургской области в составе Тугустемирского сельсовета. 

## География
Находится на расстоянии примерно 23 километров по прямой на север-северо-запад от районного центра поселка  Тюльган.

## Население
Население составляло 39 человек в 2002 году (русские 46%, казахи 38%),  34 по переписи 2010 года.